# باشگاه ورزشی برنامه‌ریزان
باشگاه ورزشی برنامه ریزان (به انگلیسی: Planners Athletic Club) با نام سابق باشگاه فوتبال برنامه ریزان اوکی‌من یک باشگاه فوتبال حرفه ای است که در استان شرقی (غنا)، منطقه تافو، واقع شده است، که در بخش ۱ (منطقه ۳)، دومین لیگ برتر فوتبال غنا رقابت می‌کند.

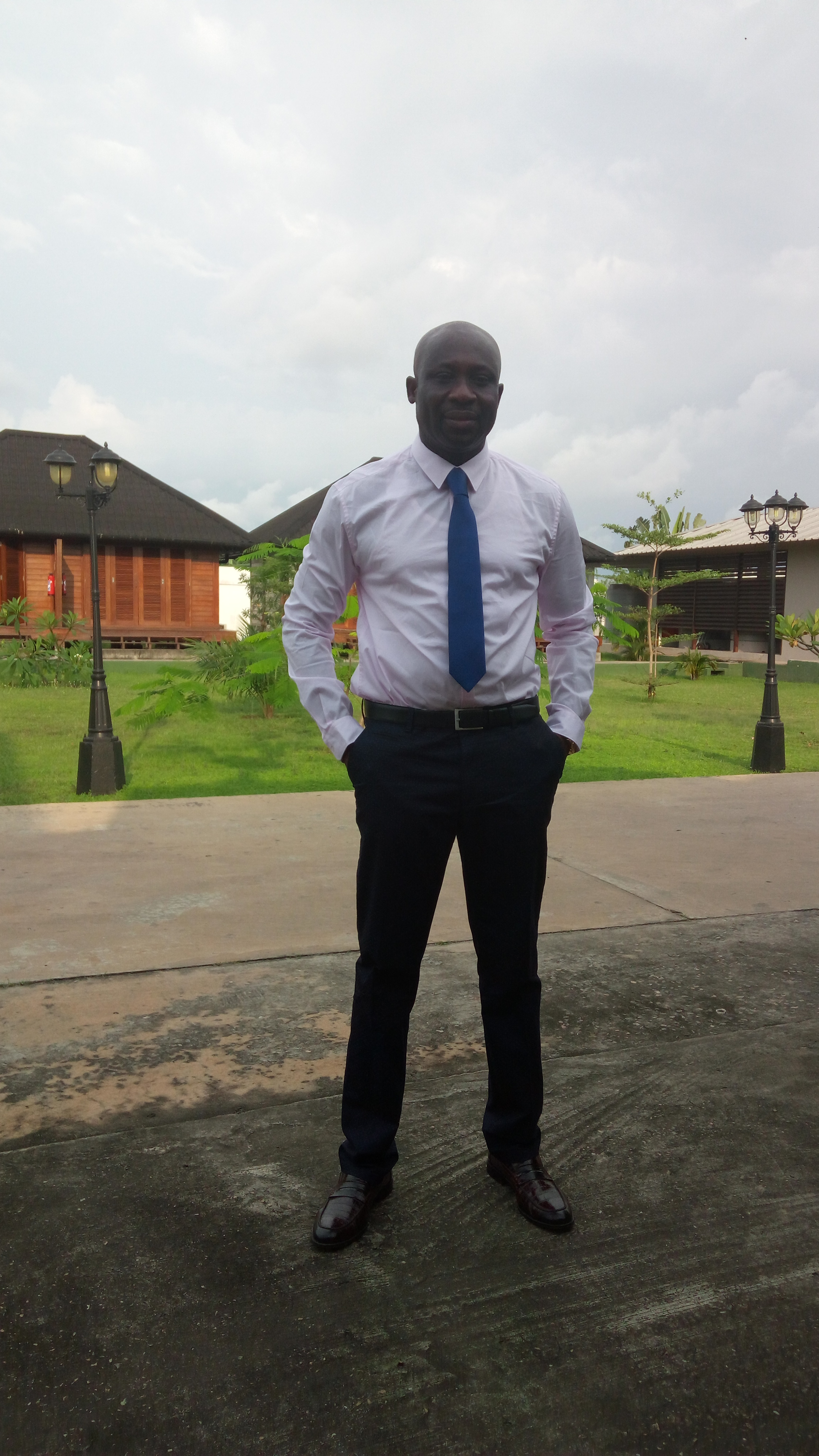
جورج افریی رئیس باشگاه

در فوریه ۲۰۱۷ مجوز برگزاری مسابقات باشگاه توسط هیئت صدور مجوز اتحادیه فوتبال غنا فسخ شد. این باشگاه باید مکان دیگری برای بازی‌های خانگی آینده پیدا کند.